# Joseph Philip Knight
Joseph Philip Knight, född den 26 juli 1812 i Bradford on Avon i Wiltshire, död den 1 juni 1887 i Great Yarmouth i Norfolk, var en brittisk tonsättare.
Knight, som en tid tjänstgjorde som präst, skrev mer än 200 visor, duetter och terzetter, som blev mycket omtyckta. Han komponerade även ett oratorium.